# Ieva Narkutė
Ieva Narkutė–Šeduikienė alias Jieva (Kaunas, 1987) es una cantautora lituana.
Creció en Šiauliai y sus padres son músicos. Estudió psicología y su canción “Raudoni vakarai“ tuvo mucho éxito.

## Premios
- 2007 – Premio Saulius Mykolaitis;[3]
- 2011 – Premios musicales T.Ė.T.Ė., mejor vocalista

## Discografía
- Vienas (2013)
- Švelnesnis žvėris (2014)
- Ieva Narkutė sutinka Lietuvos valstybinį simfoninį orkestrą (2016)